# Ennezeta
Ennezeta S.r.l. war ein italienischer Hersteller von Automobilen.

## Unternehmensgeschichte
Roberto Negri und Maurizio Zanisi gründeten 1976 das Unternehmen in Paderno Dugnano bei Mailand und übernahmen von der in Konkurs geratenen Iso S.p.A. Fertigungsanlagen, Ersatzteile, Werkzeuge sowie die Herstellungsrechte. Ennezeta stand für die Buchstaben NZ, die Initialen der beiden Firmengründer. 1979 endete die Produktion. Insgesamt entstanden nur wenige Exemplare.

## Fahrzeuge
Die Modelle Grifo, Fidia und Lele entsprachen weitgehend den Iso-Modellen Grifo, Fidia und Lele. Für den Antrieb sorgte ein von Maurizio Zanisi modifizierter V8-Motor von Ford mit 5800 cm³ Hubraum und etwa 300 PS Leistung. Die bauartbedingte Höchstgeschwindigkeit war mit 240 km/h angegeben. Auch das Interieur wurde überarbeitet.